# 领蚋莺属
领蚋莺属（学名：Microbates）是蚋莺科下的一个属。

## 下属物种
本属包括以下物种：
- 半领蚋莺 Microbates cinereiventris (P.L.Sclater, 1855)
- 领蚋莺 Microbates collaris (Pelzeln, 1868)